# 第128师团 (日本陆军)
第128师团（だいひゃくにじゅうはちしだん）是大日本帝國陸軍师团之一。

## 沿革
太平洋战争末期，随着更多的师团从满洲移师南部战线或者进行本土决战的准备，以強化满洲地区防御为目的，据1945年（昭和20年）1月16日下达的軍令陸甲，受命编成第121、第122、第123、第124、第125、第126、第127和第128师团8個师团。 
第128师团以从朝鲜半岛撤出的第120师团参与部队为基础，追加第1国境守備隊、第2国境守備隊、第11国境守備隊部分队伍编成，4月10日在牡丹江省完成整编之后被编入第3軍。此后，纳入独立混成第132旅的指揮下，第128师团主力驻扎在羅子溝附近，迎来苏军的八月風暴行動。
1945年8月13日至14日，苏军对羅子溝陣地进行猛烈攻击。第128师团支持不下撤退至羅子溝西方的樺皮旬子陣地，并在当地停战接受投降。

## 师团概要

### 歴代师团長
- 水原義重 中将：1945年3月10日 -

### 最終司令部構成
- 参謀長：石橋忠雄大佐
  - 参謀：下川久少佐

### 最終所属部隊
- 步兵第283联队（金泽）：石丸繁雄大佐
- 步兵第284联队（富山）：松吉赳夫大佐
- 步兵第285联队（富山）：阿久刀川赳夫大佐
- 野火炮第128联队：勝又文雄少佐
- 第128师团挺進大隊
- 第128师团通信隊
- 第128师团工兵隊
- 第128师团輜重隊